# 슬프지만 진실...
《슬프지만, 진실...》은 2000년 2월에 발매된 델리스파이스의 세 번째 정규 앨범으로, 기본 10곡에 숨겨진 1곡으로 모두 11곡이 수록되어 있다. 타이틀 곡은 고양이와 새에 관한 진실(Radio Edit)이다.
이 앨범을 끝으로 델리스파이스는 뮤직디자인을 떠나, 드림비트로 음반사를 옮겼다. 그 뒤, 밴드의 리더인 김민규에 의해 음반의 판권이 뮤직디자인에서 문라이즈로 이양되면서, 디앤씨뮤직을 통해 2005년 12월 7일에 다시 발매되었다.

## 수록곡
1. Spice Production
2. 워터멜론
3. 고양이와 새에 관한 진실(Radio Edit)
4. 이어폰 세상
5. 1231
6. 30
7. 겨울 II
8. 나랑 산책할래요?(Vietato Fumare)
9. 누가 울새를 죽였나?
10. 고양이와 새에 관한 진실(Or 허구, Original Version)
11. Moon River (Hidden Track)